# Schatzbuch der Grafschaft Mark
Das Schatzbuch der Grafschaft Mark, Schatboick in Marck Anno 1486, ist ein Steuerverzeichnis für die Grafschaft Mark aus dem Jahr 1486. Dieses Dokument über die Schatzung ist heute eine wichtige historische Quelle zur westfälischen Siedlungs- und Agrargeschichte in der Übergangszeit vom Mittelalter zur Neuzeit.
Anlass war, dass Landesherr Johann II. von Kleve-Mark aufgrund von Kriegen und Luxusansprüchen seine Finanzen konsolidieren wollte. Auf den beiden Landtagen zu Wickede (bei Dortmund) am 24. April und 4. Mai 1486 wurde eine allgemeine Landsteuer beschlossen, bei der erstmals nicht nur die Städte, sondern auch die Bewohner des ländlichen Raums veranlagt wurden. Das Schatzbuch führt die Bewohner der einzelnen Orte und Bauerschaften namentlich auf. Die Steuer wurde nicht auf die Fläche, sondern auf den Wert des Gutes bezogen.
| Wert des Gutes | Schatzungsanschlag |
| -------------- | ------------------ |
| 200 Gulden     | 6 Gulden           |
| 100 Gulden     | 4 Gulden           |
| 75 Gulden      | 3 Gulden           |
| 50 Gulden      | 2 Gulden           |
| 37 ½ Gulden    | 1 ½ Gulden = 6 Ort |
| 25 Gulden      | 1 Gulden           |

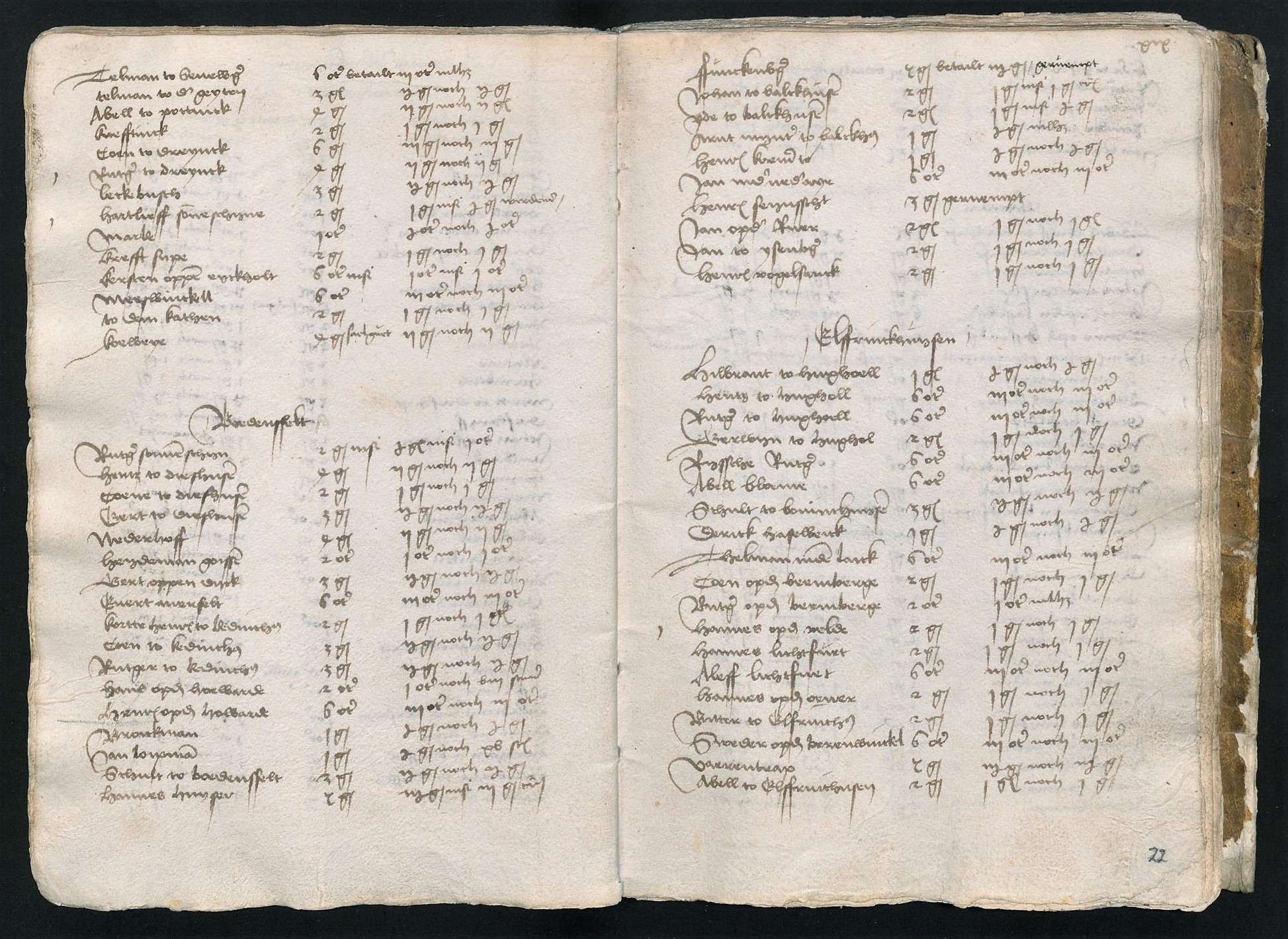
Schatzbuch der Grafschaft Mark

Die Steuer wurde auf zwei Jahre verteilt, die jeweils an Martini (11. November) zu zahlen war.
Das Volumen der Steuer betrug 11.000 Gulden, die aber nicht alle eingenommen werden konnten. Hinzu kamen wiederum auch die Kosten für die Erhebung. 
Das Schatzbuch wird im Original im NRW-Landesarchiv, Abteilung Westfalen, Münster, aufbewahrt.